# تیم ملی فوتبال زنان لهستان
تیم ملی فوتبال زنان لهستان نمایندهٔ فوتبال زنان لهستان در ردهٔ ملی است. این تیم زیر نظر اتحادیه فوتبال لهستان اداره می‌شود. این تیم هیچگاه موفق به حضور در هیچ‌یک از مسابقات بزرگ و اصلی فوتبال نشده‌است.

## عناوین
- جام آلگاروه
- نایب قهرمان: ۲۰۱۹

## تصویر تیم
لقب تیم ملی فوتبال زنان لهستان بیائو چر‍وونی (به لهستانی: Biało-Czerwone) به معنی سفید و قرمزها است. لقب دیگر این تیم اورلیتسی (به لهستانی: ORLICE) به معنی عقابها است.